# ダーリウ県
ダーリウ県 (ダーリウけん、アラビア語: الضالع Aḍ Ḍāli')は、イエメンの県。面積4,786km2、人口569,000人（2011年）。県都はダーリウである。 イエメン中部に位置し、南北統一前は旧北イエメンの南端近くに位置していた。

## 下位行政区画
ダーリウ県は以下の9の地区に分かれる。
- Ad Dhale'e District
- Al Azariq District
- Al Husha District
- Al Hussein District
- Ash Shu'ayb District
- Damt District
- Jahaf District
- Juban District
- Qa'atabah District